# 瑞浪市立大湫中学校
瑞浪市立大湫中学校（みずなみしりつ　おおくてちゅうがっこう）は、かつて岐阜県瑞浪市に存在した公立中学校。

## 概要
- 瑞浪市大湫町（旧・土岐郡大湫村）の中学校であった。1961年、釜戸中学校に統合され、廃校。
- 跡地は2019年現在、民間の病院（大湫病院）となっている。

## 沿革
- 1947年（昭和22年）4月 - 大湫村立大湫中学校として開校。大湫小学校を仮校舎とする。
- 1948年（昭和23年）3月 - 新築移転。
- 1954年（昭和29年）4月1日 - 土岐郡瑞浪土岐町、稲津村、釜戸村、大湫村、日吉村、明世村（山野内、月吉、戸狩）、および恵那郡陶町が合併し、瑞浪市が発足。同時に瑞浪市立大湫中学校に改称する。
- 1961年（昭和36年）3月 - 釜戸中学校に統合され廃校。